# Tomas Laurušas
Tomas Laurušas est un joueur d'échecs lituanien né le 13 février 1996 à Kaunas.
Au 1er août 2021, il est le premier joueur lituanien avec un classement Elo de 2 549 points.

## Biographie et carrière
Maître international depuis 2013 et Grand maître international depuis 2021, Tomas Laurušas a remporté le championnat de Lituanie en 2016, 2019, 2023 et 2024.
Tomas Laurušas a représenté la Lituanie lors de cinq olympiades de 2014 à 2024, jouant au troisième échiquier de l'équipe nationale en 2014 (7,5/10) et 2018 (6,5/11) et au deuxième échiquier en 2016 (4,5/10). Il joue au premier échiquier en 2022 (4.5/8) et au quatrième en 2024 (6/10).
Il a participé à trois championnats d'Europe par équipe, jouant au deuxième échiquier en 2015 et 2019.